# Darcy Silveira dos Santos
Darcy Silveira dos Santos (* 24. Mai 1936 in Rio de Janeiro; auch: Canário) ist ein ehemaliger brasilianischer Fußballspieler. Er wurde siebenmal in der brasilianischen Nationalmannschaft eingesetzt und gewann am 18. Mai 1960 in Glasgower Hampden Park mit Real Madrid den Europapokal der Landesmeister. Dabei bildete er den Real-Sturm mit Alfredo Di Stéfano, Ferenc Puskás, Francisco Gento und Luis del Sol. Ebenfalls 1960 gewann er mit Real den Weltpokal gegen Peñarol Montevideo, wobei er nur im Hinspiel eingesetzt wurde.
Cánario wechselte 1959 aus Brasilien zu Real Madrid, ging 1962 zum FC Sevilla und ein Jahr darauf zu Real Saragossa, mit dem er 1964 den Messepokal gewann. Seine aktive Karriere beendete er in der Saison 1968/69 bei RCD Mallorca.